# Sugarland
Gli Sugarland sono un gruppo musicale statunitense formatosi ad Atlanta nel 2002.
Inizialmente formatosi come trio con le cantanti Kristen Hall e Jennifer Nettles e il polistrumentista Kristian Bush, dal 2006 gli Sugarland sono diventati un duo con l'abbandono di Hall.
Tutti e quattro gli album in studio della band sono stati certificati multiplatino negli Stati Uniti, arrivando a vendere un complessivo di 14 milioni di copie nel 2011. Sono stati inoltre nominati a 5 Grammy Award, dei quali ne hanno vinti 2 (Miglior canzone country e Migliore duetto country per Stay nel 2009).

## Formazione

### Formazione attuale
- Jennifer Nettles - voce, chitarra (2002-presente)
- Kristian Bush - voce, mandolino, chitarra, armonica, violino (2002-presente)

### Ex componenti
- Kristen Hall - voce (2002-2006)

## Discografia

### Album in studio
- 2004 - Twice the Speed of Life
- 2006 - Enjoy the Ride
- 2008 - Love on the Inside
- 2010 - The Incredible Machine
- 2018 - Bigger

### Album dal vivo
- 2009 - Live on the Inside

### Album natalizi
- 2009 - Gold and Green